# هانی مجتهدی
هانی مجتهدی شناخته شده با نام هانی، خواننده کرد ایرانی متولد شهرستان سنندج است که از سال۲۰۰۴ ساکن کشور آلمان می‌باشد.
هانی تحصیلات دانشگاهی ندارد. او افزون بر خوانندگی در زمینه نقاشی نیز آثاری خلق کرده و همچنین در زمینه ادبیات فعال بوده و اشعاری به زبان‌های فارسی و کردی سروده‌است.
هانی مجتهدی از خواندن در محافل خانوادگی در شهر خود سنندج تا کنسرتهای مجوزدار در شهرهای بزرگتر ایران به اجراهای زنده با ارکسترهای مختلف در اقلیم کردستان و آلمان پرداخته‌است. هانی به تازگی افزون بر ترانه‌هایی به زبان کردی به فارسی هم می‌خواند.